# Alpha Centauri (album)
Pour les articles homonymes, voir Alpha Centauri (homonymie).
Albums de Tangerine Dream
Electronic Meditation
(1970) Zeit
(1972)
Alpha Centauri est le deuxième album de Tangerine Dream, réalisé et sorti en 1971. Le groupe est alors composé d'Edgar Froese, Christopher Franke et Steve Schroyder. Udo Dennenbourg et Roland Paulick ont également participé à l'album.
L'album marque le premier tournant majeur dans la carrière de Tangerine Dream avec le départ de Klaus Schulze et de Conrad Schnitzler et l'arrivée de Christopher Franke et de Steve Schroyder. Désormais la guitare acide et psychédélique d'Edgar Froese va se faire beaucoup plus discrète et les claviers constitueront la trame de fond des futures œuvres de Tangerine Dream.
La vraie découverte des synthétiseurs par Edgar Froese date de cet album, et cet opus est clairement une œuvre de musique expérimentale et de recherches sonores. L'œuvre est constituée essentiellement d'improvisations de flûte traversière sur fond de profondes dissonances sonores aux claviers (plusieurs orgues mais seulement deux synthétiseurs) produisant une atmosphère volontairement lourde et glaciale, mystique, dans laquelle la flûte totalement improvisée prend l'aspect d'un être solitaire perdu dans l'immensité d'un vide intersidéral vaporeux et profondément angoissant avec la seule présence de la mystérieuse et inquiétante étoile Alpha Centauri à portée de vue.
Par certains côtés, l'atmosphère d'Alpha Centauri rappelle celle de A Saucerful of Secrets (album) de Pink Floyd, les différences essentielles étant une ligne mélodique et harmonique rigoureuse sur l'album de Pink Floyd et une ligne essentiellement improvisée sur celui de Tangerine Dream.

## Crédits
- Producteur : Edgar Froese
- Montage graphique de la couverture : Edgar Froese
- Photographies de la couverture : Monica Froese
- Enregistré en janvier 1971 aux studios Dierks de Cologne

### Musiciens
- Edgar Froese : orgues, guitare, basse
- Steve Schroyder : orgue, chambre d'échos, claves, chœurs sur Alpha Centauri
- Chris Franke : batterie, percussions, flûte, cithare, piano, synthétiseur VCS 3

### Invités
- Udo Dennebourg : Improvisations de flûte solo dans tout l'album et voix parlée en allemand dans Alpha Centauri
- Roland Paulick : VCS 3 Synthi

## Titres
| No | Titre                           | Durée |
| -- | ------------------------------- | ----- |
| 1. | Sunrise in the Third System     | 4:20  |
| 2. | Fly and Collision of Comas Sola | 13:05 |
| 3. | Alpha Centauri                  | 22:00 |